# Superman Returns
Superman Returns is een Amerikaanse superheldenfilm uit 2006 gebaseerd op het fictieve personage Superman uit de stripverhalenserie van uitgeverij DC Comics. De film werd geregisseerd door Bryan Singer met Brandon Routh, Kate Bosworth en Kevin Spacey in de hoofdrollen. Het scenario werd geschreven door Michael Dougherty en Dan Harris, gebaseerd op een verhaal van Bryan Singer, Dan Harris en Michael Dougherty.
Het filmen begon in februari 2005 en de film kwam in de Verenigde Staten uit op 28 juni 2006 na 16 maanden van filmen. Het is de eerste speelfilm over Superman sinds in 1987 Superman IV: The Quest for Peace uitkwam. De film speelt in dezelfde continuïteit als de Supermanfilms met Christopher Reeve, maar erkent alleen de gebeurtenissen uit Superman en Superman II. Die films dienen als het achtergrondverhaal of "vage geschiedenis". De film ontving over het algemeen positieve recensies en bracht wereldwijd 391 miljoen dollar op.
De film draait rond de terugkeer van Superman naar de aarde na een afwezigheid van vijf jaar. Hij neemt zijn geheime identiteit, Clark Kent, terug aan en ontdekt dat Lois Lane (die nu in een "lange verloving" zit) een vijf jaar oude zoon heeft. Supermans "aartsvijand", Lex Luthor, heeft een nieuw plan bedacht om Superman te verslaan.

## Verhaal
De film begint met een korte uiteenzetting van het verhaal tot het huidige moment: Supermans thuiswereld, Krypton, is verwoest door de schokgolf van een supernova, gecreëerd door de implosie van de zon in het stelsel, een rode reus. Nadat astronomen de locatie van Krypton hadden bepaald, is Superman vertrokken om uit te zoeken of iets of iemand de ramp heeft overleefd. Superman is al vijf jaar afwezig van de aarde. Vervolgens ziet men Supermans ruimteschip neerstorten vlak bij de boerderij van de familie Kent. Wanneer Martha Kent de plaats van de crash onderzoekt, strekt Clark zich naar haar uit en valt bewusteloos in haar armen.
Terwijl Superman weg was, heeft Lois Lane zich verloofd met Richard White, een neef van Perry White, de hoofdredacteur van de Daily Planet. Samen met Richard heeft ze een vijfjarig zoontje, Jason. Lois' sterke gevoelens van desillusie, verdriet over het vertrek van Superman en zijn lange afwezigheid, gecombineerd met haar nog steeds amoureuze gevoelens voor Superman, resulteren in sterke interne conflicten, die niet meteen opgelost geraken en enkel erger worden nu Superman terug is. In een scène, vroeg in de film, vertelt Superman dat hij "alles hoort" en nog steeds dagelijks talloze mensen om een redder hoort roepen, ook al heeft Lois een artikel geschreven waarin ze zegt dat de wereld geen "redder" nodig heeft (haar Pulitzerprijs winnend artikel "Why the World Doesn't Need Superman").
De film draait vooral om de poging van Lex Luthor om controle te verwerven over gestolen Kryptonische technologie. Nadat Luthor vrijgelaten wordt uit de gevangenis, omdat Superman niet aanwezig was op het proces om te getuigen, trouwt hij met een oude vrouw die in haar laatste momenten voordat ze sterft al haar bezittingen aan hem geeft in haar testament. Met deze financiële middelen vertrekt hij op een zoektocht naar Supermans "Fortress of Solitude" aan de noordpool. Luthor steelt daar verscheidene kristallen en leert uit holografische beelden van Supermans vader dat men deze kristallen gebruikte op Krypton om nuttige objecten te doen "groeien", zoals gebouwen, voertuigen of zelfs enorme landmassa's. Luthor oefent met een kleine splinter die van een kristal is afgeschraapt en ziet een kleine Kryptonische structuur ontstaan. Spijtig genoeg creëert dit groeiproces chaos op grote schaal wanneer blijkt dat het tijdelijk alle elektriciteit opslorpt in een straal van honderden kilometers. Deze energiestoot veroorzaakt een storing in een spaceshuttle die op een vliegtuig vervoerd wordt, waardoor de shuttle niet van het vliegtuig los kan komen. Wanneer de raketmotoren van de shuttle ontsteken, dreigt het vliegtuig meegetrokken te worden in de ruimte. Clark wordt gedwongen om zich om te kleden in Superman en het vliegtuig te redden en dus zijn terugkeer aan het publiek te onthullen.
Luthor plant de creatie van een nieuw continent in de Atlantische Oceaan, waardoor de helft van Noord-Amerika onder water zal lopen en miljoenen mensen zullen omkomen. In de daaropvolgende chaos zal hij zijn kennis van de Kryptonische technologie gebruiken om een supermacht te worden. Om er zeker van te zijn dat Superman zijn plannen niet zal dwarsbomen, steelt hij de originele Addis Abebameteoriet (gezien in Superman I), waaruit hij kryptoniet haalt en laat omvormen tot een holle cilinder van puur kryptoniet. Zijn plan is om de kristal die het continent zal vormen in deze cilinder te schuiven. Daarnaast bewaart Luthor een stuk kryptoniet ter grootte van een dolk in zijn zak.
Luthor slaagt in zijn opzet wanneer hij het kristal en het kryptoniet in zee werpt en het continent begint te groeien. Superman redt Lois, Richard en Jason die vastzaten op Luthors jacht dat in tweeën was gebroken door het stijgende continent. Vlak voor Superman komt, lijkt Jason, voor even, superkracht te vertonen. Daaruit blijkt dat Richard niet Jasons vader is. Superman komt laat, omdat hij vertraagd werd want de plotse groei van de landmassa veroorzaakte aardbevingen en andere rampen in Metropolis en zijn interventie was nodig. Wanneer Superman op de landmassa naar Luthor zoekt en hem uiteindelijk vindt, wordt hij in elkaar geslagen door Luthors lijfwachten, verzwakt als hij is door het kryptoniet overal in de bodem. Om hem af te maken steekt Luthor de kryptonietdolk in Supermans rug en werpt hem van een klif in de oceaan. Superman wordt gered door Lois en Richard, die hem uit zee oppikken en de dolk verwijderen. Superman vliegt daarop tot boven de wolken om energie te putten direct van de zonnestralen. Uiteindelijk kan hij nog meer catastrofe vermijden door het gehele continent uit de oceaan te tillen en in de ruimte te duwen. Dit heeft echter grote gevolgen voor zijn gezondheid. Luthor ontsnapt in een helikopter met Kitty, zijn vriendin. In een moment van afschuw voor wat Luthor gedaan heeft, gooit Kitty vlak voor het opstijgen de kristallen uit de helikopter op het continent dat door Superman op dat moment wordt opgeheven. Zo tracht zij te vermijden dat Luthor in de toekomst opnieuw iets gelijkaardigs doet. Nadat Superman de landmassa in de ruimte heeft geworpen, valt hij bewusteloos terug naar de aarde. Hij wordt naar een ziekenhuis gebracht, waar de dokters hem niet kunnen helpen, omdat zijn huid ondoordringbaar is voor naalden of elektriciteit. Gedurende enige dagen zweeft Superman tussen leven en dood tot hij uit zichzelf beter wordt. Lois en Jason krijgen toegang tot zijn ziekenhuiskamer waar Lois een pleidooi houdt tot Superman om wakker te worden. Wanneer ze vertrekken, kust Jason hem op het voorhoofd. Niet veel later wordt hij inderdaad wakker en vliegt weg uit het raam van het ziekenhuis.
Ondertussen zijn Luthor en Kitty gestrand op een minuscuul eiland nadat hun helikopter zonder brandstof kwam te zitten.
Lois staart naar een leeg laptopdocument met de titel "Why the World Needs Superman", terwijl Jason slaapt in zijn kamer. Superman staat in de kamer en kijkt aandachtig naar Jason en spreekt dan dezelfde woorden uit die zijn vader, Jor-EL, tegen Superman zei in de eerste Supermanfilm. Jason wordt wakker maar ziet enkel een lege kamer met een open raam. Lois stapt naar buiten om een sigaret te roken en hoort opeens Jason "Welterusten" zeggen aan het raam. Ze kijkt op en ziet Superman zweven. Lois stottert en vraagt of we hem nog zullen zien, waarop Superman antwoordt dat hij er altijd is. Hij wenst Lois een goede avond en vliegt weg in de nacht.

## Rolverdeling
| Acteur             | Personage           | Opmerking          |
| ------------------ | ------------------- | ------------------ |
| Brandon Routh      | Clark Kent/Superman |                    |
| Kate Bosworth      | Lois Lane           |                    |
| Kevin Spacey       | Lex Luthor          |                    |
| Frank Langella     | Perry White         |                    |
| James Marsden      | Richard White       |                    |
| Sam Huntington     | Jimmy Olsen         |                    |
| Marlon Brando      | Jor-El              | Oud beeldmateriaal |
| Eva Marie Saint    | Martha Kent         |                    |
| Kal Penn           | Stanford            |                    |
| Tristan Lake Leabu | Jason White         |                    |

## Productie
Bryan Singer kwam met het idee voor de film toen hij werkte aan X2 (2003). Hij stelde het idee voor aan Lauren Shuler Donner en haar man Richard Donner, regisseur van de Supermanfilm uit 1978. Donner gaf zijn goedkeuring aan Singers idee.
In maart 2004 ging de film in voorproductie onder de werktitel Superman: Flyby. Doel was de film in maart 2006 in première te laten gaan. McG zou de regie op zich gaan nemen, maar trok zich in juni 2004 terug uit het project. In juli 2004 tekende Singer voor de regie, wat echter wel betekende dat hij de kans om X-Men: The Last Stand te regisseren moest laten schieten. Singer liet zich vooral inspireren door Donners Supermanfilm. Michael Dougherty en Dan Harris werden aangenomen om het script te schrijven. In februari 2005 hadden ze zes verschillende ideeën uitgewerkt.
Warner Bros. wilde aanvankelijk Superman Returns opnemen in de Warner Roadshow Studios in Gold Coast, Australië. Dit zou dan na de opnames gebruikt kunnen worden om publiciteit te genereren voor het naastgelegen themapark Warner Bros. Movie World. Dit idee bleek echter te duur, dus werd uitgeweken naar Fox Studios Australia. In januari 2005 werd begonnen met het bouwen van de sets; 60 stuks in totaal verdeeld over alle negen zalen die de studio telde. De werktitel van de film was rond deze tijd veranderd naar Red Sun om te verhullen dat het om een Supermanfilm ging. Voor de opnames in New South Wales werden duizenden lokale arbeiders en inwoners ingehuurd, wat de lokale economie 100 miljoen dollar opleverde. 80% van de opnames vonden uiteindelijk plaats in Fox Studio’s. Opnames op locatie vonden onder andere plaats bij het Australian Museum, dat dienstdeed als het Metropolis Museum of Natural History.
Het budget van de film was oorspronkelijk vastgesteld op 184,5 miljoen dollar, maar liep al snel op tot 263 miljoen dollar. Daarnaast werd er nog 100 miljoen dollar extra begroot voor de marketing.
Superman Returns werd opgenomen met Panavisions Genesis digitale camera. Guy Hendrix Dyas liet zich voor het ontwerp van de Daily Planet leiden door Frank Lloyd Wrights Johnson Wax Headquarters. Oorspronkelijk werd ESC Entertainment ingehuurd voor de visuele effecten, maar Warner Bros. verving hen door Sony Pictures Imageworks. Er waren in totaal 1400 visuele effecten nodig voor de film. Een van die effecten betrof de rol van de biologische vader van superman, Jor-El. In plaats van de rol opnieuw te casten, liet Singer Jor-El tot leven brengen via oud beeldmateriaal van acteur Marlon Brando; de acteur die de rol eerder vertolkte in Superman en Superman II.

## Muziek
Voor de filmmuziek benaderde Singer John Ottman, met wie hij vaker samenwerkte. Hij liet zich leiden door de muziek die John Williams had gecomponeerd voor de film uit 1978.
De soundtrack omvat de volgende nummers:
1. "Main Titles" (3:49)
2. "Memories" (3:07)
3. "Rough Flight" (5:13)
4. "Little Secrets/Power of the Sun" (2:49)
5. "Bank Job" (2:21)
6. "How Could You Leave Us?" (5:49)
7. "Tell Me Everything" (3:13)
8. "You're Not One of Them" (2:22)
9. "Not Like the Train Set" (5:12)
10. "So Long Superman" (5:31)
11. "The People You Care For" (3:27)
12. "I Wanted You to Know" (2:56)
13. "Saving the World" (3:12)
14. "In the Hands of Mortals" (2:11)
15. "Reprise/Fly Away" (4:15)

## Uitgave en ontvangst
Superman Returns werd aangekondigd op de San Diego Comic Con van 2005. Ter voorbereiding op de film liet Singer een viertal stripverhalen uitbrengen geschreven en getekend door Jimmy Palmiotti, Marc Andreyko en Justin Gray. Singer overtuigde Warner Bros. ook om de film niet aan een testpubliek te tonen voor de première, maar enkel aan een door Singer zelf gekozen gezelschap.
De film ging op 28 juni 2006 in première in de Verenigde Staten en Canada. Het eerste weekend bracht de film daar $52.535.096 dollar op. Binnen vijf dagen was dat gestegen naar 84,2 miljoen dollar; een record voor Warner Bros. In Amerika was Superman Returns de op vijf na financieel meest succesvolle film van 2006, en wereldwijd de op acht na meest succesvolle.
Reacties van critici en kijkers waren overwegend positief. Op Rotten Tomatoes gaf 76% van de recensenten de film een goede beoordeling. Op Metacritic kreeg de film een score van 72 punten op een schaal van 100. Richard Corliss van Time prees de film en noemde Superman Returns een van de beste superheldenfilms ooit. Ook Peter Travers van Rolling Stone prees de film, die volgens hem Superman perfect introduceerde aan een nieuw publiek. Roger Ebert was minder lovend over de film, die het volgens hem vooral van de visuele effecten moest hebben. Ook was hij kritisch over Brandon Routh als Superman.

## Prijzen/Nominaties
Superman Returns werd genomineerd voor 30 prijzen, waarvan hij er 8 won.
2006:
- De PFCS Award voor “Best Visual Effects” – gewonnen
- 6 Teen Choice Awards:
  - Choice Summer Movie: Drama/Action-Adventure
  - Movie – Choice Rumble
  - Movies – Choice Action Adventure
  - Movies – Choice Breakout (Male)
  - Movies – Choice Chemistry
  - Movies – Choice Sleazebag

2007:
- De Academy Award voor “Best Achievement in Visual Effects”
- 10 Saturn Awards:
  - Beste acteur (Brandon Routh) – gewonnen
  - Beste regisseur – gewonnen
  - Beste fantasiefilm – gewonnen
  - Beste muziek – gewonnen
  - Beste scenario – gewonnen
  - Beste actrice (Kate Bosworth)
  - Best Performance by a Younger Actor (Tristan Lake Leabu)
  - Beste special effects
  - Beste mannelijke bijrol (James Marsden)
  - Beste vrouwelijke bijrol (Parker Posey)
- De Excellence in Production Design Award in de categorie”Feature Film – Fantasy Film”
- De BAFTA Film Award voor “Best Achievement in Special Visual Effects”
- De Artios voor “Best Feature Action/Horror Casting”
- 5 Empire Awards:
  - Beste mannelijke nieuwkomer (Brandon Routh) – gewonnen
  - Beste regisseur
  - Beste film
  - Beste SciFi/Fantasy
  - Scène van het jaar.
- De Golden Reel Award voor “Best Sound Editing in Sound Effects and Foley for a Feature Film”
- De Golden Raspberry Award voor slechtste vrouwelijke bijrol (Kate Bosworth)
- De VES Award voor Outstanding Special Effects in a Motion Picture
- De Young Artist Award voor “Best Performance in a Feature Film – Supporting Young Actor” (Tristan Lake Leabu) – gewonnen